# ديوث (فلم)
ديوث (بالإنجليزية: Cuckold) هو فيلم درامي جنوب أفريقي صدر عام 2015 من إخراج تشارلي فوندلا. عُرض الفيلم في قسم السينما العالميّ المعاصرة في مهرجان تورنتو السينمائي الدولي لعام 2015، كما عُرض في مهرجان عموم أفريقيا للسينما احتفالًا بشهر تاريخ السود.

## طاقم التمثيل
- تيري فيتو
- لويس رو
- تشارلي فوندلا